# Rejon kamyszłowski
Rejon kamyszłowski (ros Камышловский район) – rejon będący jednostką podziału administracyjnego rosyjskiego obwodu swierdłowskiego

## Historia
Rejon kamyszłowski znajduje się w południowo-wschodniej części obwodu swierdłowskiego i według statystyk z 2010 roku liczył 28 108 mieszkańców, podczas gdy kilka lat wcześniej liczba ta wynosiła 25 900 ludzi. Tereny te były zasiedlone już w czasach prehistorycznych, archeolodzy znaleźli pozostałości po osadzie ludzkiej. Z uwagi na korzystne położenie, przez obszar dzisiejszego rejonu przebiegały ważne szlaki handlowe, m.in. prowadzące do słynnego jarmarku irbickiego. Pierwsze rosyjskie osadnictwo pojawia się tu w sierpniu 1668 roku, gdy powstała osada Kamyszłow, jej mieszkańcy zajmowali się głównie rolnictwem, a swoje towary dostarczali do pobliskich miast i miasteczek, m.in. do Irbitu.  Na przełomie XVII i XVIII wieku byli także dostawcami sokołów na dwór cesarski. W XVII wieku ziemie te administracyjnie podlegały pod Wierchoturie, od XVIII wieku pod władze w Jekaterynburgu, a w XIX wieku powstaje lokalny samorząd. W tym okresie powstaje także trakt wiodący do tej uralskiej metropolii. Po przejęciu władzy przez bolszewików i zakończeniu wojny domowej zmieniają się granice regionu, który otrzymuje pierwszą nowoczesną podmiotowość. 16 stycznia 1924 roku władze sowieckie tworzą rejon kamyszłowski. Obecne granice otrzymał on 1 stycznia 1967 roku. W okresie sowieckim rozwijało się na tym terenie rolnictwo, które przeszło proces kolektywizacji.

## Charakterystyka
Od północy na południe rejon rozciąga się na długość 70 kilometrów, a ze wschodu na zachód odległość ta wynosi 40,45 kilometrów. Na terenie rejonu znajdują się 54 osiedla ludzkie, jego centrum jest Kamyszłow, a odległość od obwodowej stolicy Jekaterynburga wynosi 143 kilometrów. 46% powierzchni rejonu zajmują lasy, znajdują się tu także źródła wód mineralnych.  Przez jego teren przebiega linia kolejowa prowadząca z Jekaterynburga do Tiumeni, miasta te łączy także droga federalna, biegnąca przez te ziemie. Oprócz wspomnianego poboru i przetwarzania wód mineralnych ważną gałęzią przemysłu w regionie jest także wydobycie surowców. Kluczową gałęzią gospodarki jest rolnictwo, skupione wokół 37 rolniczych przedsiębiorstw. Ważną rolę odgrywa także hodowla, m.in. świń - jeden z zakładów skupia około 60 tysięcy świń, które dostarczają 8500 ton mięsa rocznie. Na terenie rejonu kamyszłowskiego znajduje się 13 szkół publicznych, 15 oddziałów przedszkolnych, 22 kluby kulturalne i 10 bibliotek. Rejon posiada własny herb oraz flagę, a ich użycie regulowane jest specjalną uchwałą.